# Tête de liste des étalons en France
Cette liste énumère les étalons pur-sang anglais dont les produits ont remporté le plus de gains en une année en France, dans les courses de plat uniquement.

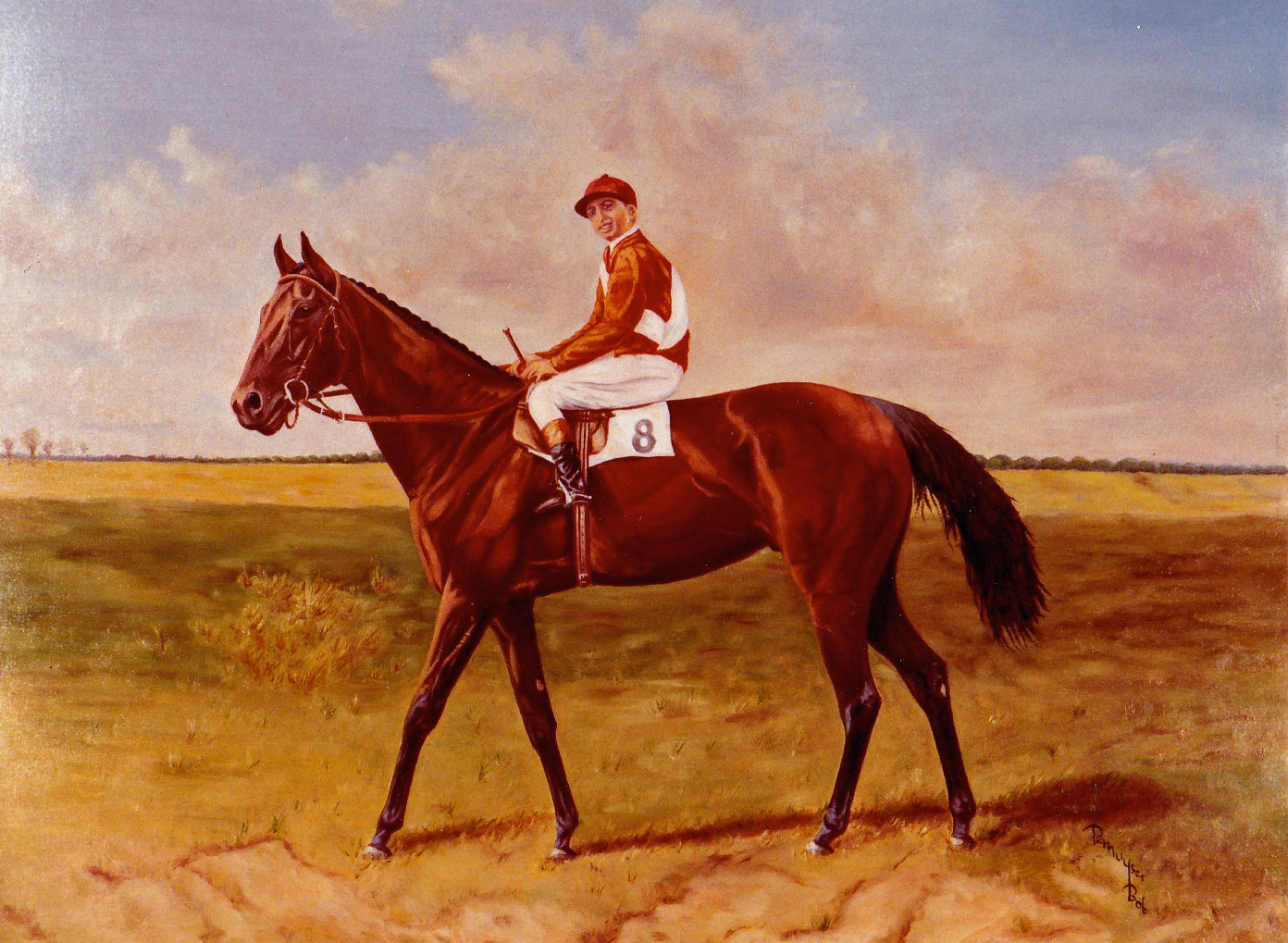
Prince Rose (1928-1944), étalon chef de race, peint par l’artiste peintre Bob Demuyser (1920-2003).

- 1901 - The Bard (1)
- 1902 - Omnium II (1)
- 1903 - Le Sancy (1)
- 1904 - Flying Fox (1)
- 1905 - Flying Fox (2)
- 1906 - Le Sagittaire (1)
- 1907 - Perth (1)
- 1908 - Perth (2)
- 1909 - Rabelais (1)
- 1910 - Simonian (1)
- 1911 - Perth (3)
- 1912 - Simonian (1)
- 1913 - Flying Fox (3)
- 1914 - Prestige (1)
- 1915 -
- 1916 - Sans Souci II (1)
- 1917 - Maintenon (1)
- 1918 -
- 1919 - Rabelais (2)
- 1920 - Alcantara II (1)
- 1921 - Brûleur (1)
- 1922 - Sardanapale (1)
- 1923 - Teddy (1)
- 1924 - Brûleur (2)
- 1925 - Sans Souci II (2)
- 1926 - Rabelais (3)
- 1927 - Sardanapale (2)
- 1928 - Alcantara II (2)
- 1929 - Brûleur (3)
- 1930 - Kircubbin (1)
- 1931 - Ksar (1)
- 1932 - Massine (1)
- 1933 - Apelle (1)
- 1934 - Asterus (1)
- 1935 - Blandford (1)
- 1936 - Fiterari (1)
- 1937 - Mon Talisman (1)
- 1938 - Bubbles (1)
- 1939 - Vatout (1)
- 1940 - Tourbillon (1)
- 1941 - Biribi (1)
- 1942 - Tourbillon (2)
- 1943 - Pinceau (1)
- 1944 - Pharis (1)
- 1945 - Tourbillon (3)
- 1946 - Prince Rose (1)
- 1947 - Goya II (1)
- 1948 - Goya II (2)
- 1949 - Djebel (1)
- 1950 - Deux Pour Cent (1)
- 1951 - Prince Bio (1)
- 1952 - Fair Copy (1)
- 1953 - Sayani (1)
- 1954 - Sunny Boy (1)
- 1955 - Admiral Drake (1)
- 1956 - Djebel (2)
- 1957 - Tifinar (1)
- 1958 - Vieux Manoir (1)
- 1959 - Vandale (1)
- 1960 - Prince Chevalier (1)
- 1961 - Wild Risk (1)
- 1962 - Tantième (1)
- 1963 - Le Haar (1)
- 1964 - Wild Risk (1)
- 1965 - Tantième (2)
- 1966 - Sicambre (1)
- 1967 - Prince Taj (1)
- 1968 - Prince Taj (2)
- 1969 - Snob (1)
- 1970 - Sheshoon (1)
- 1971 - Traffic (1)
- 1972 - Sanctus (1)
- 1973 - Val de Loir (1)
- 1974 - Val de Loir (2)
- 1975 - Val de Loir (3)
- 1976 - Luthier (1)
- 1977 - Caro (1)
- 1978 - Lyphard (1)
- 1979 - Lyphard (2)
- 1980 - Riverman (1)
- 1981 - Riverman (2)
- 1982 - Luthier (2)
- 1983 - Luthier (3)
- 1984 - Luthier (4)
- 1985 - Crystal Palace (1)
- 1986 - Arctic Tern (1)
- 1987 - Nureyev (1)
- 1988 - Kenmare (1)
- 1989 - Kenmare (2)
- 1990 - Saint Cyrien (1)
- 1991 - Green Dancer (1)
- 1992 - Fabulous Dancer (1)
- 1993 - Sadler's Wells (1)
- 1994 - Sadler's Wells (2)
- 1995 - Highest Honor (1)
- 1996 - Fairy King (1)
- 1997 - Nureyev (2)
- 1998 - Linamix (1)
- 1999 - Sadler's Wells (3)
- 2000 - Highest Honor (2)
- 2001 - Danehill (1)
- 2002 - Highest Honor (3)
- 2003 - Darshaan (1)
- 2004 - Linamix (2)
- 2005 - Montjeu (1)
- 2006 - Dansili (1)
- 2007 - Danehill (2)
- 2008 - Zamindar (1)
- 2009 - Cape Cross (1)
- 2010 - King's Best (1)
- 2011 - Lomitas (1)
- 2012 - Poliglote (1)
- 2013 - Motivator (1)
- 2014 - Dansili (2)
- 2015 - Dubawi (1)
- 2016 - Galileo (1)
- 2017 - Nathaniel (1)
- 2018 - Nathaniel (2)
- 2019 - Galileo (2)
- 2020 - Siyouni (1)
- 2021 - Siyouni (2)
- 2022 - Frankel (1)
- 2023 - Cracksman (1)
- 2024 - Camelot (1)